# Mourir pour mourir
Mourir pour mourir (See Them Die dans l'édition originale américaine) est un roman policier américain de Ed McBain, nom de plume de Salvatore Lombino, publié en 1960. C’est le treizième roman de la série policière du 87e District.

## Résumé
Après avoir commis un meurtre, Pepe Miranda se cache quelque part dans le 87e District. Déjà une star dans le milieu des gangs de rue, il s'est fait une notoriété sur le dos des policiers qu'il a berné plus d'une fois et qu'il clame être de pauvres demeurés. Depuis lors, tous les punk du quartier l'admirent et célèbrent son insolence. 
Le lieutenant Pete Byrnes et les détectives de la brigade n'entendent pas se laisser ridiculiser plus longtemps, d'autant que la canicule de juillet pèse sur la ville et que son souffle brûlant attise les braises de la haine entre les bandes rivales qui n'attendent qu'une étincelle pour se livrer à une explosion de violence.

## Éditions
Édition originale en anglais
- (en) Ed McBain, See Them Die, New York, Simon and Schuster, 1960

Éditions françaises
- (fr) Ed McBain (auteur) et Louis Saurin (traducteur), Mourir pour mourir [« See Them Die »], Paris, Presses de la Cité, coll. « Un mystère no 560 », 1961 (BNF 32962010)
- (fr) Ed McBain (auteur) et Louis Saurin (traducteur) (trad. de l'anglais), Mourir pour mourir [« See Them Die »], Paris, Presses de la Cité, coll. « Classiques du roman policier no 36 », 1983, 188 p. (ISBN 2-258-01274-0, BNF 34728916)
- (fr) Ed McBain (auteur) et Louis Saurin (traducteur), Mourir pour mourir [« See Them Die »], Paris, Christian Bourgois, coll. « 10/18. Grands détectives no 2131 », 1990, 189 p. (ISBN 2-264-01576-4, BNF 35106023)
- (fr) Ed McBain (auteur) et Louis Saurin (traducteur) (trad. de l'anglais), Mourir pour mourir [« See Them Die »], Dans Nouvelles chroniques du 87e District, Paris, Éditions Omnibus, 1994, 1008 p. (ISBN 2-258-03781-6, BNF 35700187)
- (fr) Ed McBain (auteur) et Louis Saurin (traducteur) (trad. de l'anglais), Mourir pour mourir [« See Them Die »], Dans 87e District, volume 2, Paris, Éditions Omnibus, 1999, 938 p. (ISBN 2-258-05139-8, BNF 37176290)
  - Ce volume omnibus contient, dans des traductions revues et complétées, les romans Soupe aux poulets, Pas d'avenir pour le futur, Rançon sur un thème mineur, La Main dans le sac, À la bonne heure, Mourir pour mourir et Le Dément à lunettes.

## Sources
- Jean Tulard, Dictionnaire du roman policier : 1841-2005. Auteurs, personnages, œuvres, thèmes, collections, éditeurs, Paris, Fayard, 2005, 768 p. (ISBN 978-2-915793-51-2, OCLC 62533410), p. 599 (Notice 87e District).